# NGC 4223
NGC 4223 (другие обозначения — IC 3102, UGC 7319, MCG 1-31-38, ZWG 41.65, VCC 234, PGC 39412) — галактика в созвездии Девы. Открыта Уильямом Гершелем в 1784 году.
Балдж галактики окружён сильно закрученными спиральными рукавами, формирующими собой псевдокольцо на радиусах от 2,8 до 3,7 килопарсек. Далее, до 6,5 килопарсек, прослеживаются вытянутые спиральные рукава, из-за чего форма изофот галактики становится более эллиптичной. На расстоянии более 8 кпк изофоты снова становятся более круглыми.
Этот объект входит в число перечисленных в оригинальной редакции «Нового общего каталога».
Галактика NGC 4223 входит в состав группы галактик NGC 4261. Помимо NGC 4223 в группу также входят ещё 31 галактика.